# 基伍樹蝰
基伍樹蝰（學名：Atheris hispida），又稱毛鱗樹蝮、鱗皮樹蝮，是蛇亞目蝰蛇科下的一個有毒蛇種，主要分布於中非基伍地區。此蛇最明顯的特徵，是其身體遍佈著茂密尖銳的刺狀鱗片。目前未有任何亞種被確認。

## 特徵
雄性的基伍樹蝰體型最長能達73公分，雌性體型則較短，約長至58公分。基伍樹蝰的鼻端普遍較為短小，雙眼渾圓，眼窩周邊約有9至16塊鱗片。鼻翼與雙眼間位置以兩塊鱗片為界，成切裂狀。唇上約有7至10塊鱗片，第四塊鱗片形狀較大。基伍樹蝰的軀體佈滿了厚長的鱗片，遠看就像長滿了以鱗片織就的剛硬的「毛髮」，其頭部及頸部附近的鱗片尤為突出。身上的背鱗約有15至19組，腹鱗約有35至64組，肛鱗則僅有1片。

## 地理分布
基伍樹蝰主要分布於非洲中部，包括剛果民主共和國、烏干達西南部和肯雅西部等地區。其標準產地是位於剛果民主共和國北基伍省的「Lutunguru」。後來，學者史鮑斯（Spawls）及布蘭奇（Branch）仔細地指出基伍樹蝰的分布地，大約是基伍省及剛果東部州地帶、烏干達的魯文佐里山脈與及肯雅西部的卡卡緬加國家保護區。

## 生態習慣
基伍樹蝰是攀樹能手，平日主要生活於樹上，也會攀爬盤旋於蘆葦叢、灌木莖部，甚至一些花卉或樹枝的末梢，多於夜間出沒。在進食習慣方面，基伍樹蝰主要進食一些出沒於樹木周邊的小型哺乳動物，也會捕食蛙類、蜥蜴與及一些鳥類，間中也會捕食地面上的哺乳動物。繁殖方面，雌性基伍樹蝰每次能誕下12個幼胎，初生的基伍樹蝰身體已可達15公分。

## 備註
1. ↑  Kusamba, C.; Branch, W.R.; Wagner, P.; Beraduccii, J. & Chippaux, J.-P. . The IUCN Red List of Threatened Species. 2021: e.T44980127A44980134  [21 April 2024]. doi:10.2305/IUCN.UK.2021-3.RLTS.T44980127A44980134.en .
2. 1 2 3  McDiarmid RW, Campbell JA, Touré T：《Snake Species of the World: A Taxonomic and Geographic Reference, vol. 1》，頁511，1999年。Herpetologists' League. ISBN 1-893777-00-6.
3. 1 2 3 4  Mallow D, Ludwig D, Nilson G. 2003. True Vipers: Natural History and Toxinology of Old World Vipers. Krieger Publishing Company, Malabar, Florida. 359 pp. ISBN 0-89464-877-2.
4. ↑  . ITIS. 2007  [10 July, 2007].
5. 1 2  Spawls S, Branch B. 1995. The Dangerous Snakes of Africa. Ralph Curtis Books. Dubai: Oriental Press. 192 pp. ISBN 0-88359-029-8.
6. 1 2  Mehrtens JM. 1987. Living Snakes of the World in Color. New York: Sterling Publishers. 480 pp. ISBN 0-8069-6460-X.

## 外部連結
- （英文）基伍樹蝰介紹 （页面存档备份，存于）
- 影片：基伍樹蝰 （页面存档备份，存于）